# 杞靖公
杞靖公（－前681年），中國周朝春秋時期的杞國第6任君主，杞武公之子，大禹的第41世孫，卒於前681年，在位共23年。